# William Shakespeare Hays

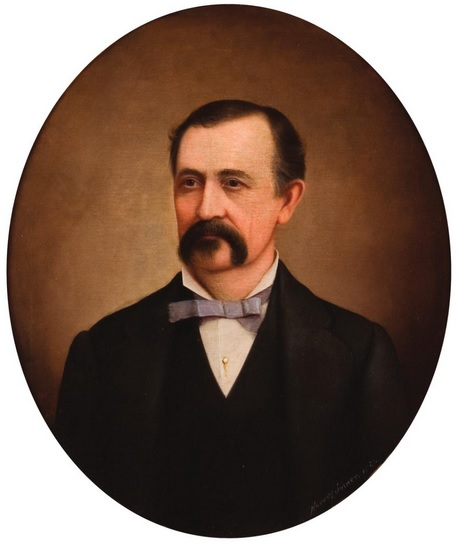
Harvey Joiner, portret Williama Shakespeare’a Haysa

William Shakespeare Hays (ur. 19 lipca 1837 w Louisville, zm. 23 lipca 1907 tamże) – amerykański poeta, autor tekstów około 350 piosenek. Był jedną z osób przypisujących sobie autorstwo słów do piosenki Dixie.

## Życiorys
Urodził się 19 lipca 1837 w Louisville, w stanie Kentucky. Jego rodzicami byli Hugh Hays i Martha Richardson. Chodził do szkoły w miejscowości Hanover w stanie Indiana. Został reporterem Lousiville Democrat, zaś później dziennikarzem Lousiville Courier-Journal. W czasie wojny secesyjnej był więziony w Nowym Orleanie za pisanie piosenek wspierających  Konfederację. Przez pewien czas był kapitanem parowca rzecznego na Missisipi i Ohio. Zmarł 23 lipca 1907 w rodzinnym Louisville. Został pochowany na tamtejszym Cave Hill Cemetery.

## Życie prywatne
Żonaty z Belle McCullough z Louisville, którą poślubił w 1865. Miał dwoje dzieci, Samuela Browna (1878–1933) i Mattie Belle (1868–1947).

## Twórczość
Napisał teksty około 350 piosenek. Jego debiutem było Little Ones at Home z 1856, zaś najbardziej znanym utworem jest Mollie Darling z 1871. Piosenka sprzedała się w liczbie miliona kopii, co w tamtych czasach było ogromną liczbą. Napisał też pieśń na cześć generała Roberta E. Lee.
A Christian soldier, true and brave
Beloved, near and far,
He was the first in time of peace,
And first in time of war.
Virginia never reared a son
More brave and good than he,
Save one, and he was Washington,
Who lived and died like Lee.
(Robert E. Lee)
Innym jego znanym utworem jest McClellan Is The Man. Hays był jednym z twórców, którzy zgłaszali pretensje do autorstwa niezwykle popularnej piosenki Dixie (I Wish I Was in Dixie). Rękopisy podpisywał „Will S. Hays”. Używał też ananimu Syah.